# Chiesa di Maria Santissima Assunta in Cielo (Miano)
La chiesa di Maria Santissima Assunta in Cielo è una delle chiese storiche di Napoli; è la chiesa "madre" del quartiere periferico settentrionale di Miano.

## Storia e descrizione
La chiesa venne probabilmente eretta nel XIII secolo e subì continui rifacimenti fino ai primi decenni del XX secolo. 
La facciata ottocentesca in stile neoclassico (restaurata con tutti i prospetti esterni tra il 2015 e il 2016) a due ordini, ionico e composito, conserva nel primo il portale seicentesco in piperno con nell'architrave uno stemma che reca la data 16.5 (purtroppo la terza cifra è illeggibile). Ai lati del portale si aprono due nicchie che accolgono le ottocentesche statue in stucco dei Santi Pietro e Paolo, mentre al di sopra di esso è posto un medaglione sempre in stucco dell'Assunta. L'interno è a tre navate, con transetto sormontato nel mezzo dalla cupola e abside. Le volte e la cupola vennero dipinte a tempera dal pittore mianese Gaetano Bocchetti (1888-1990) tra gli anni '20 e gli anni '30 del secolo scorso. Di notevole fattura sono gli altari in marmi policromi che si ammirano per la chiesa; e tra questi quello che più spicca per la raffinatezza del disegno e dell'esecuzione e per l'imponenza è ovviamente il maggiore, al di sopra del quale vi è un tempietto che accoglie una pregevole statua lignea settecentesca dell'Assunta. Altra opera di rilievo è un tabernacolo rinascimentale del XVI secolo in marmo bianco, decorato da un bassorilievo con i simboli della Passione e testine d'angeli. 
Annesso alla chiesa è l'Oratorio della Confraternita del Santissimo Sacramento. Esso consiste in un'aula rettangolare, ornata sulle volte e sulle pareti da delicati stucchi rococò. Alle pareti si ammirano ancora due grandi scene affrescate (Gesù nell'Orto e Ultima Cena), firmate da Pietro Malinconico (pittore praticamente sconosciuto, ma attivo anche nel Monastero delle Trentatré nel centro storico di Napoli e nel Palazzo Niglio-Iadicicco di Frattamaggiore), al quale si può attribuire con riserva anche la tela absidale. L'oratorio allo stato attuale è privo degli stalli lignei che certamente "correvano" lungo le sue pareti.